# Yom (Sprache)
Die Sprache Yom (ISO 639-3: pil) ist eine Gur-Oti-Volta-Sprache und damit auch Vertreter der Niger-Kongo-Sprachfamilie; sie ist zudem neben dem Nawdm [nmz] eine der beiden Sprachen aus der Untergruppe der Yom-Nawdm-Sprachen.
Das Yom wird in der beninischen Provinz Atakora um die Stadt Djougou herum von insgesamt 74.000 Personen gesprochen. Die Sprache ist auch unter den Namen kpilakpila, pila und pilapila bekannt, was die Bezeichnung für die Volksgruppe ist, die diese Sprache spricht. Aber auch einige Temba und Yoba sprechen die Sprache.